# أيا هيساكاوا
أيا هيساكاوا (久川綾 هيساكاوا أيا) هي مؤدية أصوات يابانية ولدت في 12 نوفمبر 1968 في كايزوكا، أوساكا.

## أدوارها في الأنمي

### مسلسلات أنمي تلفزيونية
- بليتش - ريتسو أونوهانا
- فانتوم: ريكوييم فور ذا فانتوم - كلوديا ماكانين
- هايبانه رينمه - كوراموري
- هواء - هاروكو كاميو
- فروتس باسكت - يوكي سوما
- NOIR - كلوي
- MADLAX - ريملدا
- إل كازادور - بلو آيز/آنسة جودي هايوارد
- كارد كابتور ساكورا - كيربيروس/كيرو-تشان
- كارد كابتور ساكورا: بطاقات كلير - كيربيروس/كيرو-تشان
- تسوباسا كرونيكل - كيرو-تشان
- بي بليد - ري
- بي بليد ج3 - ري
- ترايجان - ريم سيفريم
- أزومانغا دايو - مينامو كوروساوا
- سيلور مون - أمي ميزونو/سيلور ميركوري
- سيلور مون R - أمي ميزونو/سيلور ميركوري
- سيلور مون S - أمي ميزونو/سيلور ميركوري
- سيلور مون SuperS - أمي ميزونو/سيلور ميركوري
- سيلور مون سيلور ستارز - أمي ميزونو/سيلور ميركوري
- كلايمور - بريسيلا
- ديفل ماي كراي - والدة باتي
- لاف هينا - أمالا سو
- روميو x جولييت - بورتيا
- روزاريو + فامباير - ريريكو كاغومي
- روزاريو + فامباير CAPU2 - ريريكو كاغومي
- باندورا هارتس - آنسة كيت
- تنبو إيبون أياكاشي أياشي - تاي
- ساندز أوف ديستراكشن - والدة مورتي أشيرا
- داي الشجاع - لونا
- رازيفون - هاروكا شيتو
- أولينسيس الفضي - سيرينا
- أكاديمية أوكالت - والدة فومياكي أوتشيدا
- إكس-من - أورورو منرو/ستورم
- قطاع التسوق السحري أبينوباشي - موني-موني، موني إيماميا
- غوسيك - الملكة كوكو روز
- يوميات المستقبل - والدة هيناتا هينو
- بنغويندرام - والدة كيجو تابوكي
- أوتينا فتاة الثورة - ميكي كاورو
- ماغي: The Kingdom of Magic - أوم مادورا
- إيوريكا سفن - راي بيمز
- NEEDLESS - كاسومي
- كيوسوغيغا - كوتو
- مغامرة جوجو الغريبة: ستارداست كروسيدرز - ميدلر
- تراياج X - فيونا ران وينشيستر
- صوت! يوفونيوم - ميتشيه ماتسموتو
- حماس كرة القدم - كيميه سايونجي
- صراع الطبخ - كينو ناكاموزو
- ون بيس - شارلوت شيفون
- كوزو نو هونكاي - والدة هانابي ياسوراوكا
- عروس الساحر - أكيكو هاتوري
- كادو و الجواب الصحيح - والدة ساراكا تسوكاي
- دراغون بول سوبر - بولما (الصوت الثاني)
- الفتاة الساحرة أوري - سايوري أونو

### أنمي الإنترنت
- سينت سيا: سول أوف غولد - ليفيا

### أوفا أنمي
- ليريا - إيريا
- دوت هاك ليميناليتي - كيوكو تونو

### أفلام أنمي
- فيلم بليتش: ذا داياموند داست ريبيليون, هيورينمارو آخر - ريتسو أونوهانا، يين
- فيلم بليتش: فيد تو بلاك, أنادي اسمك - ريتسو أونوهانا
- رازيفون: التنوع التعددي - هاروكا شيتو
- فيلم سيلور مون R - أمي ميزونو/سيلور ميركوري
- فيلم سيلور مون S: اجتماع سيلور غارديانز التسع! معجزة بلاك دريم هول - أمي ميزونو/سيلور ميركوري
- سيلور مون SuperS - أمي ميزونو/سيلور ميركوري
- AIR - هاروكو كاميو
- فيلم بوكيمون 2000: قوة الإتحاد - كارول
- كارد كابتور ساكورا - كيربيروس/كيرو-تشان
- كارد كابتور ساكورا: البطاقة المختومة - كيربيروس/كيرو-تشان
- مونستر سترايك ذا موفي: إلى مكان البداية - يوري كاغوتسوتشي

## أدوارها في ألعاب الفيديو
- تيلز أوف فيسبيريا - جوديث
- تيلز أوف فرسس - جوديث
- سلسلة ألعاب دوت هاك - رايتشل
- ياكوزا كيوامي 2 - كاورو ساياما

## وصلات خارجية
- أيا هيساكاوا على موقع IMDb (الإنجليزية)
- أيا هيساكاوا على موقع ميوزك برينز (الإنجليزية)
- أيا هيساكاوا على موقع ديسكوغز (الإنجليزية)
- أيا هيساكاوا على موقع قاعدة بيانات الفيلم (الإنجليزية)
- أيا هيساكاوا على موقع ANN person (الإنجليزية)